# Tillandsia celata
Tillandsia celata är en gräsväxtart som beskrevs av Renate Ehlers och Lautner. Tillandsia celata ingår i släktet Tillandsia och familjen Bromeliaceae. Inga underarter finns listade i Catalogue of Life.